# Гордієнко Дмитро Прокопович
Дмитро́ Проко́пович Гордіє́нко (нар. 26 листопада (8 грудня) 1901, c. Плужники, Полтавська губернія — пом. 1 січня 1974 року, Плужники) — український радянський письменник, журналіст доби Розстріляного відродження.
Жертва сталінського терору.

## Життєпис
Народився 8 грудня 1901 року в селі Плужники Полтавської губернії в селянській родині. Під час революційних подій боровся в партизанському загоні проти німецьких військ і гетьманщини, був бійцем Богунського полку. У 1921 році працював секретарем Яготинського райкому комсомолу.
З 1922 року почав писати вірші, перші були надруковані 1923 року. У 1925 році закінчив пришвидшені курси журналістики при ЦК КП(б)У, після чого працював у редакціях газет «Вісті», «Пролетар» та журналів «Декада» і «Всесвіт». З травня 1933 року обіймав посаду заступника редактора «Всесвіту».
Писав нариси, оповідання, репортажі про колективізацію і індустріалізацію країни. Два романи Гордієнка, «Тинда» (1930) та «Завойовники надр» (1932), розповідали про життя донецьких шахтарів.
Брав участь в створенні Прилуцької філії організації селянських письменників «Плугу», очолював Полтавську губернську філію цієї організації. Потім перебував у літературних організаціях «Молот», «Молодняк», «Пролітфронт», ВУСПП. З 1934 року був членом Спілки письменників СРСР.

### Репресії
Дмитра Гордієнка заарештували у Харкові 5 грудня 1934 року. Письменник був звинувачений в участі у контрреволюційній терористичній організації (стаття 54-8 КК УРСР). Під час допитів і суду категорично відкидав обвинувачення як безпідставне, проте Особливою нарадою при НКВС СРСР 10 квітня 1935 року був засуджений до 5 років виправних трудових таборів.
Після відбування покарання в таборах на Колимі, у 1939 році Гордієнко влаштувався вільнонайманим до системи Дальбуду НКВС СРСР. У 1949 році був знову заарештований і засуджений до 25 років виправно-трудових таборів. Відбуваючи новий термін у колонії № 3 міста Барнаула, у 1954 році звернувся з заявою до Генерального прокурора СРСР, в якій, зокрема, писав: «Ворог Берія і компанія і після своєї заслуженої смерті тримають досі таких людей, як я, в своїх хижих лапах, тримають мертвою хваткою, не розмикаючи своїх кістлявих, чіпких пазурів».
2 грудня 1955 року військовий трибунал Київського військового округу скасував постанову Особливої наради НКВС СРСР від 10 квітня 1935 р. у справі Гордієнка, а 4 січня того ж року він був звільнений з-під варти достроково у зв'язку з хворобою.
Помер 1 січня 1974 року у рідному селі на Київщині.

## Твори
- Гордієнко Д. Героїка: худож. дописи / Дмитро Гордієнко. — Харків: ДВОУ «Літ. і мистецтво», 1931. — 67, 2 с. [Архівовано 18 вересня 2020 у Wayback Machine.]
- Гордієнко Д. Злочин механіка: оповідання / Дмитро Гордієнко. — Харків: Держ. вид-во України, 1930. — 108 с. — (Масова художня бібліотечка). [Архівовано 18 вересня 2020 у Wayback Machine.]
- Гордієнко Д. На буряках: худож. допис / Дмитро Гордієнко. — Харків: Літ. і мистецтво, 1931. — 71, 1 с. — (Масова художня бібліотечка). [Архівовано 1 жовтня 2020 у Wayback Machine.]
- Гордієнко Д. Підпал: оповідання / Дмитро Гордієнко. — Харків: Літ. і мистецтво, 1931. — 37 с. — (Масова художня бібліотечка). [Архівовано 1 жовтня 2020 у Wayback Machine.]
- Гордієнко Д. У плавнях коло Тясмина / Дмитро Гордієнко. — Харків ; Київ: Літ. і мистецтво, 1934. — 48 с. [Архівовано 8 серпня 2020 у Wayback Machine.]
- Поетичні збірки «У путь» (1927), «Арки» (1929);
- Повість «Зелений флігель» (1928);
- Романи «Тинда» [Архівовано 8 серпня 2020 у Wayback Machine.] (1930, перевид. 1966), «Завойовники надр» (1932);
- Збірки оповідань «Поламані люди» (1929), «Злочин механіка» (1930), «Мар'яна-Ївга», «Чужі профілі» (1933);
- Книжки нарисів.

## Цікаві факти
Дмитру Гордієнку присвятив один із своїх сатиричних віршів про колег-письменників Леонід Первомайський. Вірш має назву «Дмитро Гордієнко. Дружній шарж»:
|  | Минуле десь лишилося позаду, А я стою біля воріт комун... Ти мені нагадуєш Сосюру. «Тінь, і синь, і рань, і юнь, і даль». Ті ж «гармати, ґрати, бурі, мури». І «замріяна оранжева печаль». Друже мій, летиш ти в далі ясні. У думках весняно-мрійних лиш. Даль далека, даль така прекрасна, Ти ж на місці, друже мій, стоїш. |